# Robert Jonquet
Robert Jonquet (ur. 3 maja 1925 w Paryżu, zm. 18 grudnia 2008 w Reims) – piłkarz zespołu Stade de Reims i reprezentacji Francji. Pięciokrotny mistrz kraju. W latach 1947–1960 wystąpił 58 razy w drużynie narodowej.

## Kariera
Dwukrotnie wystąpił w finale Pucharu Europy z drużyną Stade de Reims. W 1954 zagrał w finałach mistrzostw świata w Szwajcarii W 1958 na mistrzostwach świata w Szwecji zdobył trzecie miejsce z reprezentacją Francji. W 1956 i 1959 roku brał udział w meczach o Puchar Europy, przegrywając za każdym razem z drużyną Realu Madryt.